# Paese della cuccagna (Bruegel)
Il Paese della cuccagna (Luilekkerland) è un dipinto a olio su tavola (52x78 cm) di Pieter Bruegel il Vecchio, datato 1567 e conservato nell'Alte Pinakothek di Monaco di Baviera. È firmato "M.DLXVII BRVEGEL".

## Storia
L'opera è citata per la prima volta nel 1621 nella collezione imperiale di Praga e poi di nuovo nel 1647-1648, quando venne rastrellata dagli Svedesi. In seguito se ne persero le tracce finché ricomparve, appesantita da forti ridipinture, in un piccolo negozio antiquario di Vevey, nel Canton Vaud, in Svizzera. Fu acquistata per appena cinque franchi e, una volta restaurata e rivalutata, fu comprata nel 1917 dal museo tedesco per duecentoventimila marchi.

## Descrizione e stile
Il paese di Cuccagna è un soggetto della fantasia popolare, citato e descritto anche in numerose opere letterarie, molto note nelle Fiandre all'epoca di Bruegel. Se le tracce più antiche risalgono all'antichità (Luciano di Samosata), a quell'epoca se ne trova traccia negli scritti dei fratelli Grimm, nel capitolo 108 della Nave dei folli di Sebastian Brant e nella farsa del 1530 di Hans Sachs, Sclauraffennlandd ("Cuccagna"). Quest'ultima fonte venne pubblicata in prosa nel 1546 ad Anversa, ed è in particolare questo testo a cui dovette ispirarsi Bruegel, facendone una sorta di illustrazione.
Un contadino, un chierico e un soldato, i tre ceti della società feudale, riposano indolenti all'ombra dell'albero della cuccagna, dal quale pende una tavola piena di vivande. Sono tutti giovani, perché nel paese di cuccagna esiste la fonte della giovinezza. Il contadino, con la mazza per la trebbiatura con cui si batteva il grano fino a separare le spighe dalla paglia, dorme su un fianco, il soldato sta a cavallo della propria lancia e il chierico, adagiato nella morbida imbottitura di pelliccia del suo abito, sogna ad occhi aperti. Essi sono disposti a raggiera attorno all'albero, secondo un ordinato schema compositivo e spaziale. 
A sinistra un altro soldato emerge da un rifugio col tetto coperto di torte, allusione al modo di dire fiammingo che significa "essere ricchi". L'uomo guarda in alto e apre la bocca, poiché sta per cadergli addosso un piccione arrosto. Ogni genere di ghiottoneria popola la scena, dall'uovo à la coque che vaga con le proprie zampette e con un coltello giù conficcato per essere gustato, al pollo arrosto che si accomoda su di un piatto, fino al maiale che corre con un coltello sul dorso che lo sta affettando. A destra un uomo sta scendendo da un buco in una montagna di polenta, poiché, come scrisse anche Sach, solo mangiando e scavandosi un buco si può arrivare al paese; l'uomo tiene infatti un mestolo in mano, e sembra cadere sorpreso di essere arrivato.
Divertita e ironica appare la descrizione di questi particolari surreali, in parte riecheggianti Bosch, in parte derivati dal altri dipinti di Bruegel (come i Proverbi fiamminghi e la Mietitura), in parte originali. Il messaggio finale della tavoletta resta oscuro: forse contiene una condanna della gola e della pigrizia, o forse un ammonimento moraleggiante verso i potenti, di come il paese potrebbe essere senza la durezza del loro governo.